# Gabriele Löwe
Gabriele Löwe (dekliški priimek Kotte), nemška atletinja, * 12. december 1958, Dresden, Vzhodna Nemčija.
Nastopila je na olimpijskih igrah leta 1980 ter osvojila srebrno medaljo v štafeti 4×400 m in šesto mesto v teku na 400 m.